# Rosalie Sjöman
Rosalie Sofie Sjöman (nascuda Hammarqvist, 16 d'octubre de 1833, Kalmar, Suècia – 1919, Estocolm, Suècia) fou una fotògrafa pionera sueca. Des de mitjan dècada de 1860, es va convertir en una de les retratistes de fotografia més respectades d'Estocolm.

## Biografia
Sjöman era la filla de John Peter Hammarqvist, capità d'un vaixell mercant. Als 22 anys es va casar amb el Capità Sven Sjöman, 15 anys més gran que ella. Després de mudar-se a Estocolm el 1857, la parella va tenir dos fills i una filla. Quan el seu marit va morir d'alcoholisme l'any 1864, ella va treballar com a ajudant del fotògraf Carl Johan Malmberg, quie havia establert un dels primers estudis fotogràfics de la ciutat el 1859. Posteriorment es va fer càrrec de l'estudi i va treballar en ell amb el seu propi nom.

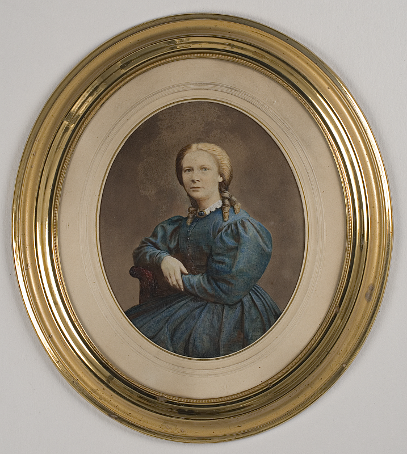
Rosalie Sjöman, autoretrat c.1875

Sjöman es va guanyar de seguida la reputació com una de les millors fotògrafes retratistes d'Estocolm. Finalment va contractar a un equip d'uns deu ajudants i va obrir estudis a Kalmar, Halmstad i Vaxholm. Estava familiaritzada amb les tècniques més avançades i recobria les seves imatges amb una fina pel·lícula de col·lodió per obtenir un efecte lluminós. També va fer retrats acolorits amb tint, diversos dels quals poden veure's en el museu nòrdic d'Estocolm. Artur Hazelius va comprar 26 dels seus treballs per a la seva col·lecció el 1877, quatre anys després que fundés el museu. Exemples dels seus retrats també poden ser vists a la Biblioteca Nacional de Suècia.
L'any 1875, es va casar amb el fotògraf Gustaf Fredrik Diehl que havia treballat a Vyborg (Finlàndia). Després de donar a llum a un tercer fill i una segona filla, l'any 1881 es va mudar amb els seus cinc nens a una propietat nova de Regeringsgatan on va obrir un estudi nou, separada de Diehl. A principis de la dècada de 1880, va realitzar el seu retrat més cèlebre, una fotografia de la seva filla Alma envoltada per roses. Va continuar amb el seu estudi a Regeringsgatan fins a 1905.
Sjöman va morir a Estocolm l'any 1919, a l'edat de 86 anys. És recordada com una de les fotògrafes professionals pioneres de Suècia juntament amb Emma Schenson a Uppsala, Hilda Sjölin a Malmö i Wilhelmina Lagerholm a Örebro.